# Hermann Smeets
Hermann Smeets (* 1910 in Düsseldorf; † 30. Dezember 1997 ebenda) war ein niederländischer Widerstandskämpfer gegen den Nationalsozialismus mit deutschem Wohnsitz.

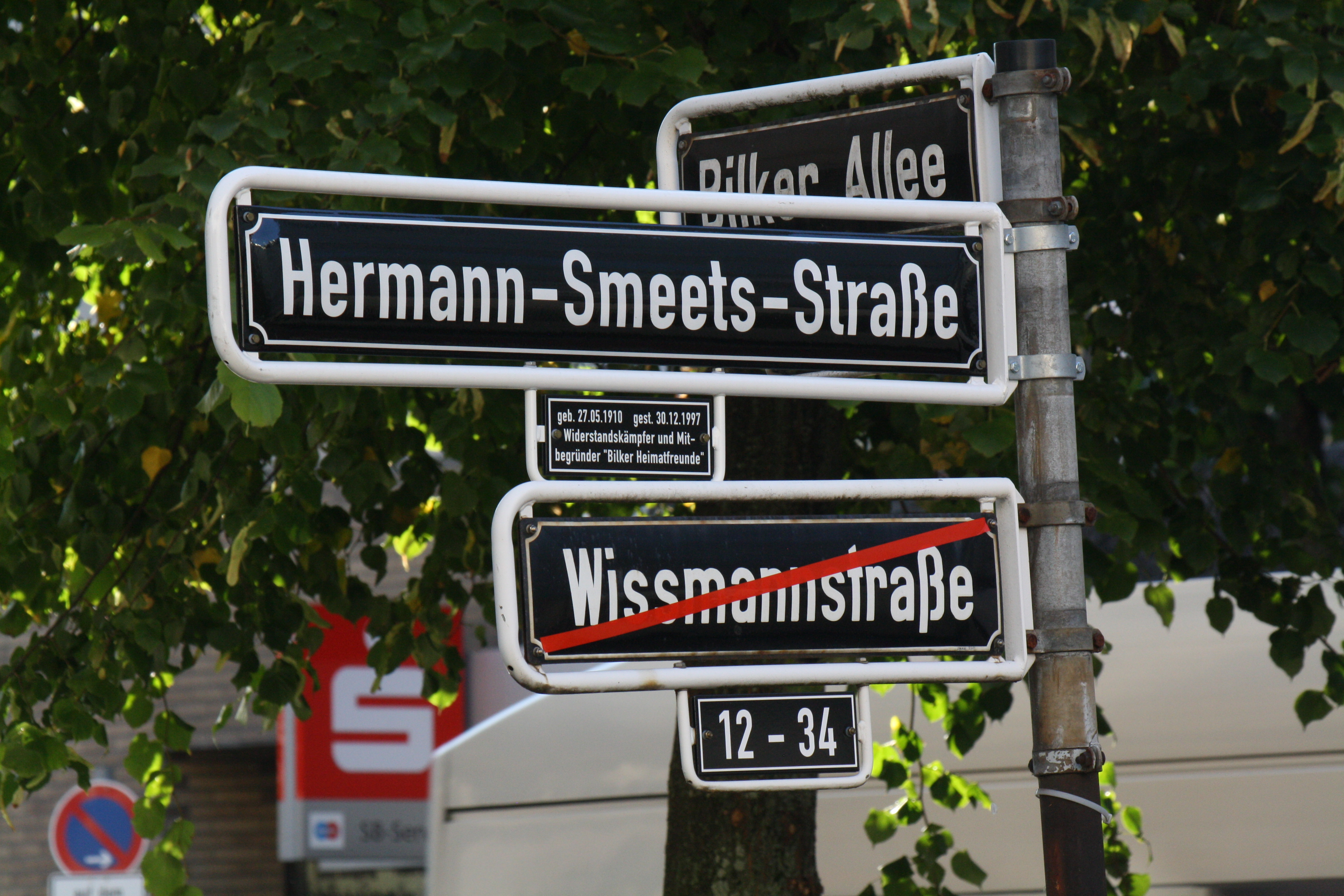
Umbenennung der Wissmannstraße in Hermann-Smeets-Straße in Düsseldorf-Unterbilk

Smeets wurde 1910 geboren. Er war Kaufmann in Düsseldorf.
Er gründete 1942 in Düsseldorf eine Widerstandsgruppe gegen das NS-Regime, die sich ab 1945 „Antifaschistische Kampforganisation“, Kurzform „AntifaKO“, nannte. Er plante im April 1945, unabhängig von der Gruppe um den Rechtsanwalt Karl August Wiedenhofen, die kampflose Übergabe der Stadt an die US-Truppen, war jedoch in seiner Planung nicht schnell genug.
Unmittelbar nach der Befreiung lernte er die erfolgreichen Aloys Odenthal und Karl August Wiedenhofen kennen. Nach dem Einmarsch bevollmächtigten die US-Kommandeure Smeets, den Zehner-Ausschuss zur Vorbereitung von Wahlen in Düsseldorf zusammenzustellen, und ernannten ihn zum provisorischen Oberbürgermeister.
Smeets engagierte sich auch nach dem Krieg für die Stadt. 1951 gründete er die Bilker Heimatfreunde mit, deren Präsident er 30 Jahre lang war.
1997 starb er 87-jährig.

## Ehrungen
- Nach dem Ende seiner Amtszeit wurde Hermann Smeets Ehrenpräsident der Bilker Heimatfreunde
- Das Archiv der Bilker Heimatfreunde trägt den Namen Hermann-Smeets-Archiv
- Smeets erhielt 1986 das Bundesverdienstkreuz erster Klasse.
- Nach Smeets wurde am 19. Mai 2024 die Hermann-Smeets-Straße (vormals: Wissmannstraße) in Düsseldorf benannt.[1]